# Animita de carretera

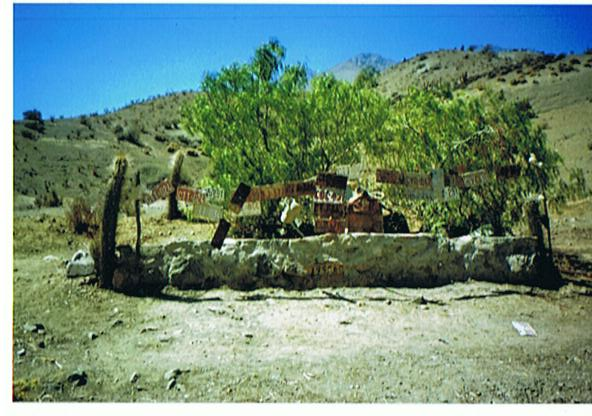
Animita en el "Norte Chico" de Chile.

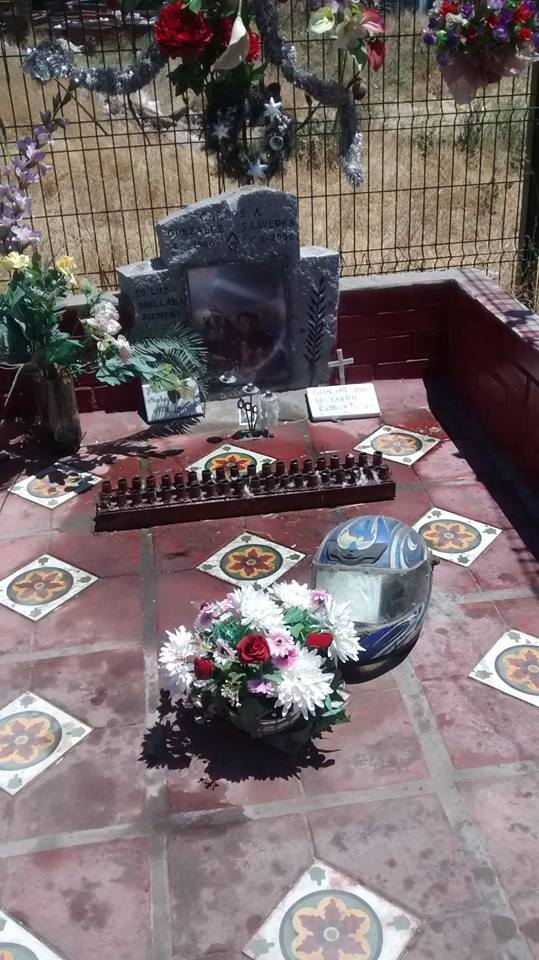
Animita de motociclista (obsérvese el casco)

En Chile las animitas de carretera constituyen una expresión de religiosidad popular, que fuera de todo marco canónico, pretende brindar cierta canonización popular a uno a varios individuos que han fallecido en trágicas circunstancias.
Las animitas cumplen la función de memoriales o santuarios populares, que son edificados mayoritariamente con materiales sencillos, en los costados de las carreteras, demarcando con estos monumentos el lugar donde aconteció un accidente automovilístico, en la mayoría de los casos, o bien un asalto con homicidio.
Las animitas por personas atropelladas son la tendencia en lugares urbanos. Los accidentados en bicicletas o motocicletas tienden a tener un símbolo, como un casco o una parte del vehículo. La tendencia mundial de las bicicletas fantasma acá pasó a llamarse bicianimitas.
Las animitas de carretera cumplen además una función de recordar a las personas y niños, lo peligroso que puede ser un punto de tráfico vehicular. El mero hecho de tener animitas en un punto peligroso, a veces se esgrime políticamente  como argumento para solicitar mejoramientos en la seguridad vial a los municipios por los pobladores. 
De arquitectura sencilla pero variada, conforme a la zona geográfica donde son erigidas, encontramos que emulan casas, iglesias, edificios, automóviles e incluso oficios de la persona fallecida. Generalmente se tiende a olvidar el nombre de la persona fallecida, de la misma forma que el hecho que le arrebató la vida se pierde y confunde con el relato oral, muchas veces transformándose en leyenda.

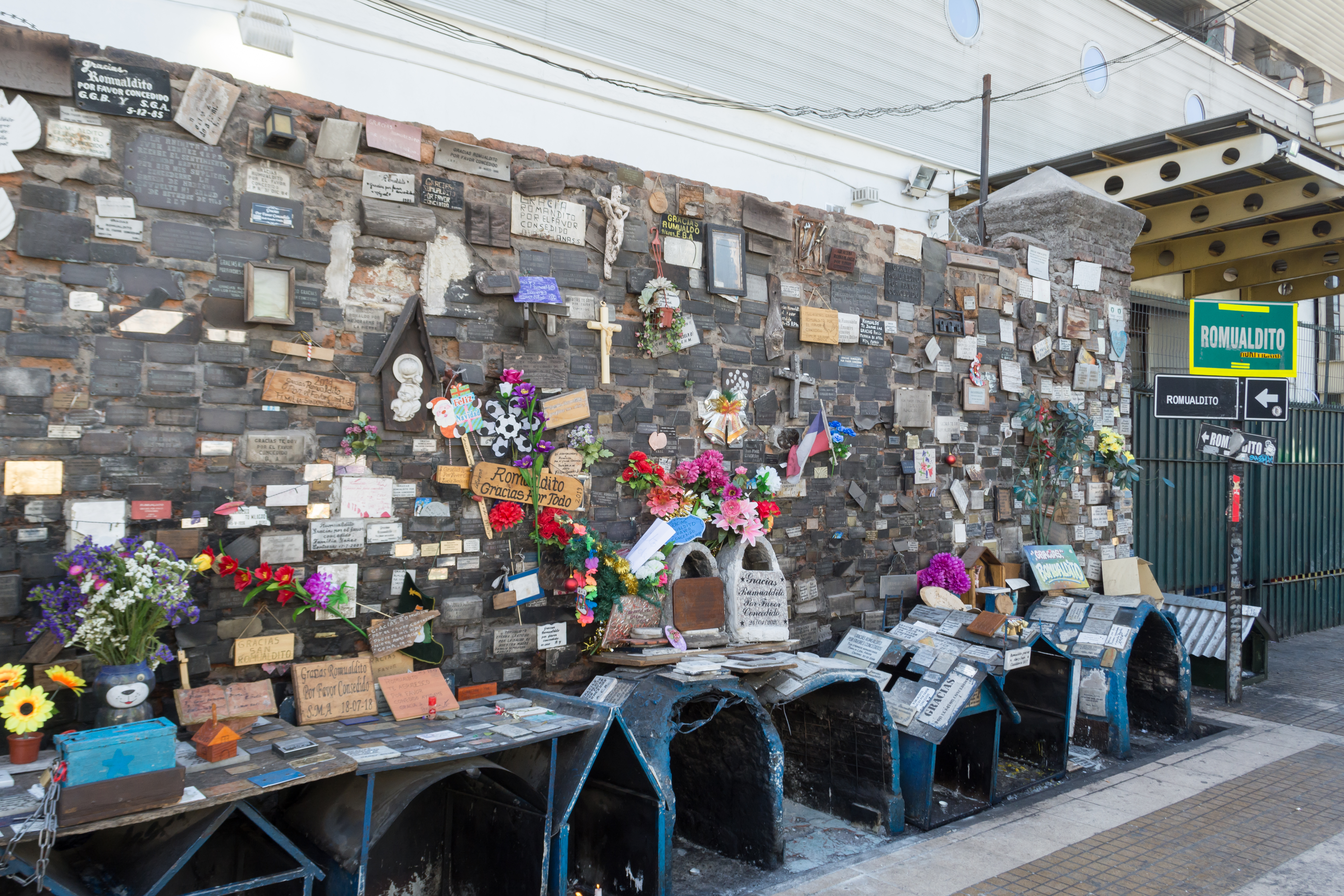
Animita de Romualdito al llegar a avenida Alameda en Santiago de Chile.

Se entiende que la persona fallecida en circunstancias trágicas e impensada está en una zona especial de los muertos o aún no asume su condición, por lo que puede ser el vehículo o canal hacia las deidades superiores de peticiones de carácter personal. Por esta razón las personas acuden a ponerle velas y ponen placas de agradecimientos cuando el milagro se ha concretados
A pesar de que la Iglesia católica, y otras confesiones religiosas, rechazan el culto a las ánimas de carreteras, éstas se encuentran enraizadas en la religiosidad popular, producto de la unión del culto animístico de los pueblos originarios de Chile, con la fe traída por los conquistadores, por lo cual se puede observar al ánima de carretera como una muestra clara del sincretismo religioso latinoamericano.

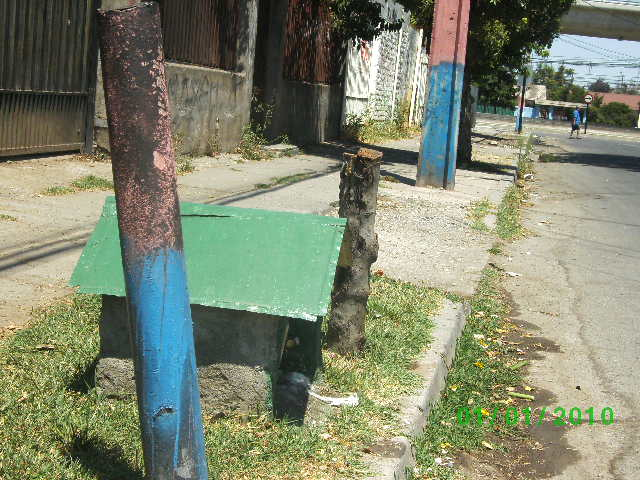
Animita donde cayó un joven asesinado en la lucha contra Pinochet en Chile levantada por sus compañeros.

Es común que se le atribuyan al ánima poderes milagrosos tanto como a los santos católicos; dichos favores deben ser retribuidos con ofrendas florales, o la quema de velas, postura de placas u otros bienes ofertados por el devoto a la ánima en cuestión.
Las animitas también son levantadas por grupos no religiosos ni vinculados con la religión católica (ésta siempre ha rechazado esta forma de adoración) ya que en Chile se pueden encontrar animitas a asesinados durante la dictadura militar. En este caso grupos de activistas pro derechos humanos (laicos por definición) y partidos políticos de izquierda (tradicionalemente anticlericales y ateos) usan la animita como un cenotafio.  
Aparte de las ánimas de carreteras, existen las ánimas de cementerios.

## Bicianimitas

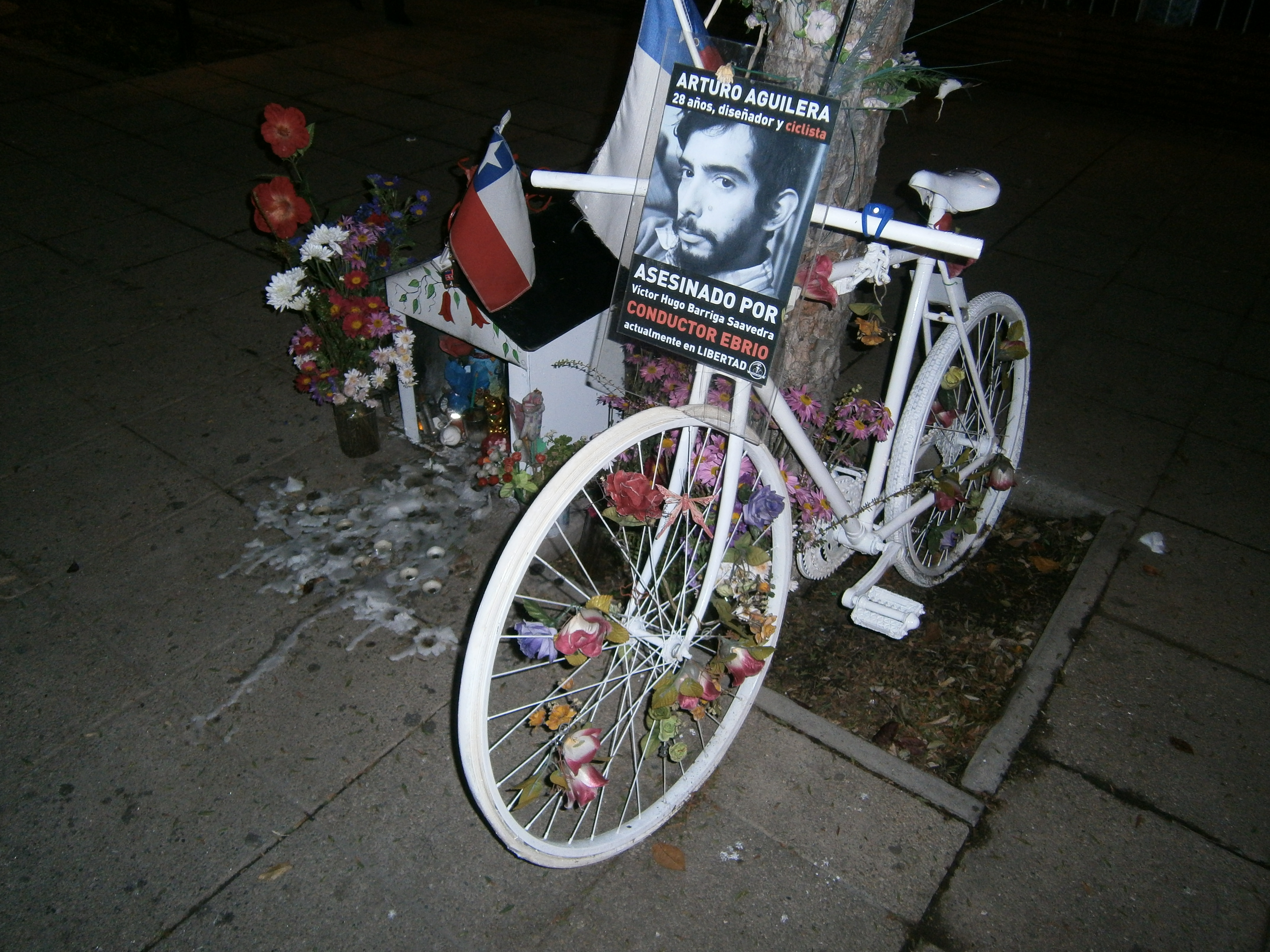
Animita con una bicicleta simbólica.

En Chile, la organización Ciclistas con Alas decidió crear las bicianimitas, consistente en poner una bicicleta pintada de blanco donde haya fallecido un ciclista. La idea original de crear un "grupo para recopilar información sobre accidentes mortales sufridos por ciclistas", llevó a buscar una forma de visibilizar esta situación y aprovecharon el concepto de animita ya aceptado por la comunidad. De esta forma se espera crear conciencia en la comunidad y principalmente en los automovilistas. 
Originalmente se esperaba que al tener la categoría semi-mágica de animita sirviera para evitar robos y vandalismo, ya que comúnmente estas se respetan por ser un tema que se entiende como religioso, sin embargo algunas bicianimitas han recibido ataques físicos puntuales que ha obligado a reponer o rehacerlas.